# Barrtjärnen
Barrtjärnen är en sjö i Nordanstigs kommun i Hälsingland och ingår i Harmångersåns huvudavrinningsområde. Sjön har en area på 0,389 kvadratkilometer och ligger 89 meter över havet.

## Delavrinningsområde
Barrtjärnen ingår i det delavrinningsområde (687937-155977) som SMHI kallar för Utloppet av Barrtjärnen. Medelhöjden är 115 meter över havet och ytan är 1,91 kvadratkilometer. Det finns ett avrinningsområde uppströms, och räknas det in blir den ackumulerade arean 14 kvadratkilometer. Vattendraget som avvattnar avrinningsområdet har biflödesordning 2, vilket innebär att vattnet flödar genom totalt 2 vattendrag innan det når havet efter 32 kilometer. Avrinningsområdet består mestadels av skog (74 procent). Avrinningsområdet har 0,39 kvadratkilometer vattenytor vilket ger det en sjöprocent på 20,4 procent.